# Pilaw

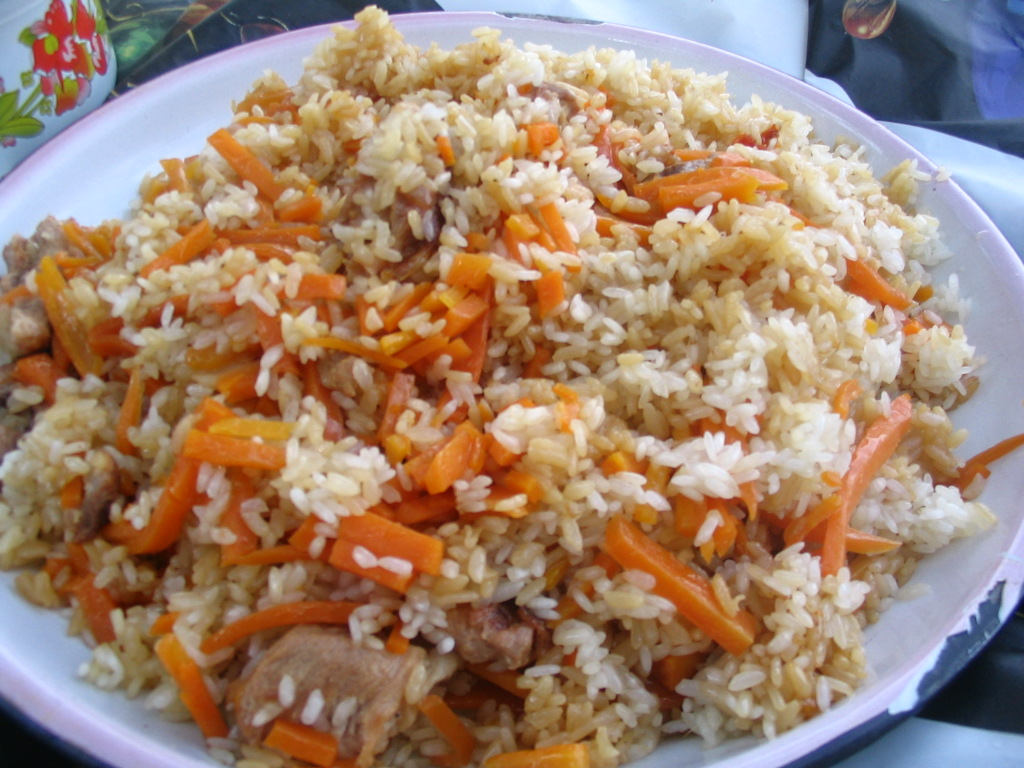
Pilaw z kurczakiem

Pilaw (tur. pilav, pers. پلو, polou, hindi पुलाव, pulaw, ros. плов, plow) – tradycyjna potrawa wschodnia, sporządzana z ryżu lub bulguru z dodatkiem warzyw, kawałków mięsa (baraniny, drobiu lub ryb) oraz dużej ilości ostrych przypraw. Dzięki specjalnej technice gotowania (również nazywanej pilawem) ziarenka ryżu pozostają osobno.
Pilaw jest popularną potrawą na Bliskim Wschodzie, w krajach Azji Środkowej i na Bałkanach. W 2016 roku oszi palow z Tadżykistanu oraz palov z Uzbekistanu jako elementy kultury tych krajów zostały wpisane na listę niematerialnego dziedzictwa UNESCO.

## Etymologia
Nazwa pilaw przywędrowała do języka polskiego z języka tureckiego, a pochodzi od słowa pilaw ze średniowiecznego języka perskiego. Pierwotna nazwa może pochodzić z Indii, jednak nie znaleziono do tej pory dowodu na to, by technika gotowania ryżu stosowana była na terenie Indii przed inwazją muzułmańską.

## Pilaw – technika gotowania ryżu
Ziarenka ryżu są najpierw dokładnie myte, a nawet namaczane przez noc. Potem ryż jest gotowany w otwartym garnku, a tuż przed ugotowaniem garnek jest przykrywany, ogień redukowany i ryż jest parowany przez ok. pół godziny lub dłużej. Aby zapobiec przenikaniu skraplającej się na przykrywce pary wodnej do ryżu, garnek bywa nakrywany najpierw materiałem.

## Historia
Pierwsze wzmianki o pilawie pochodzą z XIII wieku. Pilaw wzmiankowany jest w średniowiecznych arabskich książkach kucharskich Kitab at-Tabich autorstwa Al-Baghdadiego oraz Kitab al-Wusla ila al-Habib z terenów Syrii. XIII-wieczne przepisy arabskie dokładnie podawały technikę gotowania sypkiego ryżu, gdzie ziarenka ryżu miały być osobno jak ziarenka pieprzu.
XVI-wieczne perskie książki kucharskie Karname dar Bab-e Tebachi i Maddet ol-Hajat zawierają przepisy na pilawy z dodatkami owoców pigwy, berberysu, wiśni, granatu i morwy.

## Opis
Pilaw jest popularną potrawą na Bliskim Wschodzie, w krajach Azji Środkowej i na Bałkanach. Sposób jego przyrządzania i stosowane składniki różnią się w zależności od regionu.
W Iranie ryż wyjmowany jest po pierwszym zagotowaniu i odcedzany, a potem wykładany do garnka z rozpuszczonym masłem, czasem z dodatkiem chleba lub jajek, rzadziej z jogurtem. Następnie dodawane są kawałki mięsa z warzywami, owocami lub nasionami roślin strączkowych i gotowane na parze. Podczas gotowania na dnie garnka powstaje chrupiąca warstwa tah dig, która uznawana jest za szczególny specjał i podawana gościom.
Pilaw przyrządzany w Azji Środkowej jest mniej wyszukany niż pilawy na Bliskim Wschodzie. Potrawka z mięsa zirwak gotowana jest w kotle kazan, do którego następnie dodawany jest ryż. Wszystko zalewane jest wodą na wysokość równą odległości od czubka palca do pierwszego stawu, zagotowywane a potem parzone. W potrawce gotowane są cebule i żółta marchew. Tradycyjnie pilaw przygotowują mężczyźni, gotując pilaw w kotłach ustawionych poza domem w budynkach zwanych czajchanami, gdzie często urządzane są nawet zawody w przygotowywaniu najlepszego pilawu. Pilaw jest symbolem gościnności, wspólnoty i tożsamości. Jest nieodłącznym elementem wszystkich świąt i uroczystości rodzinnych.
W Uzbekistanie, pilawy weselne przygotowywane są w ogromnych kotłach o średnicy 1,5 m, tak by potrawy starczyło dla wszystkich gości weselnych zapraszanych tradycyjne z „siedmiu sąsiedztw”. W 2016 roku palov z Uzbekistanu oraz oszi palow z Tadżykistanu jako elementy kultury tych krajów zostały wpisane na listę niematerialnego dziedzictwa UNESCO.
W Indiach pilaw nazywany jest pulaw (pulao) i kojarzony przede wszystkich z kuchnią na dworach Mogołów. Pulaw w Indiach są bardzo wyszukane o czym świadczą ich nazwy, np. „Tysiąc Rozkoszy”.
W Turcji pilawy serwowane są jako dodatki do dania głównego. Ryż gotowany jest razem ze wszystkimi dodatkami, następnie nakrywany i parzony. Kucharz musi dobrze wyliczyć ilość wody konieczną do gotowania i późniejszego parzenia. W Turcji, jako jedynym kraju, tradycyjny pilaw przyrządzany może być również z rybami i skorupiakami.
W Turcji, Syrii i Armenii pilawy przyrządzane są również na bazie bulguru.
W Europie pilaw ma wiele wariacji, w których ryby często zastępuje się mięsem wołowym lub drobiowym. W Polsce mianem pilawu określa się czasem zwykłą potrawkę z kurczaka.

Pilaw
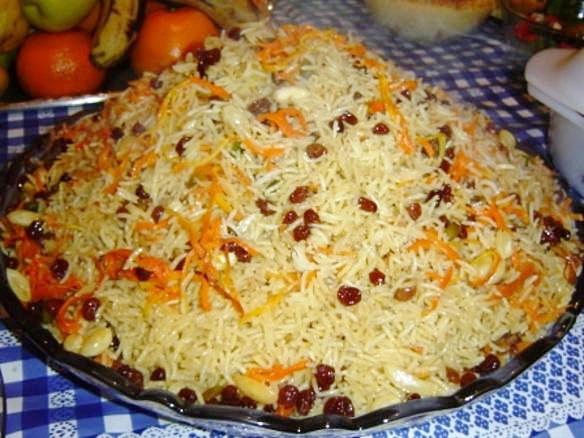
Kabuli palau, Afganistan
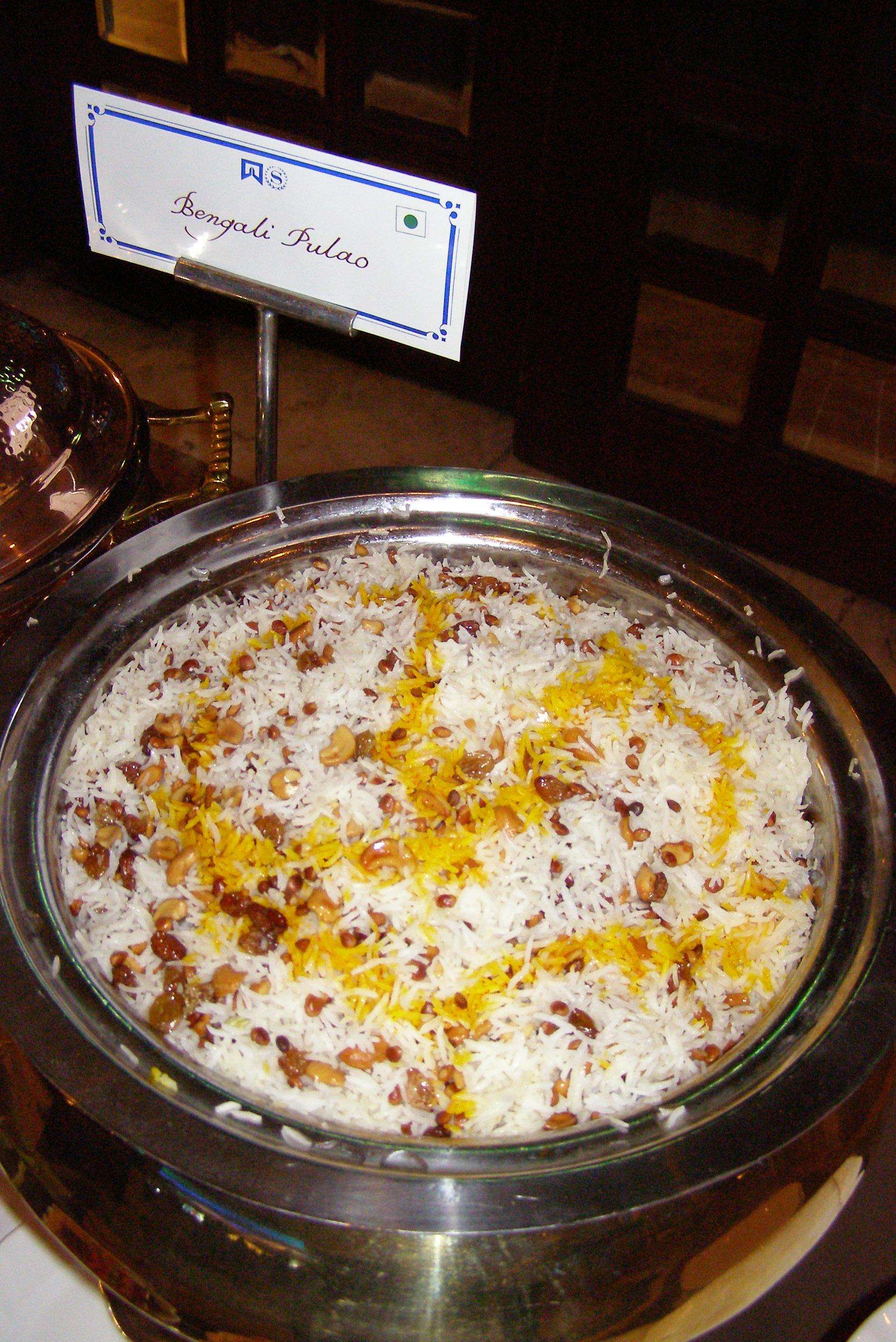
Bengali pulao, Indie
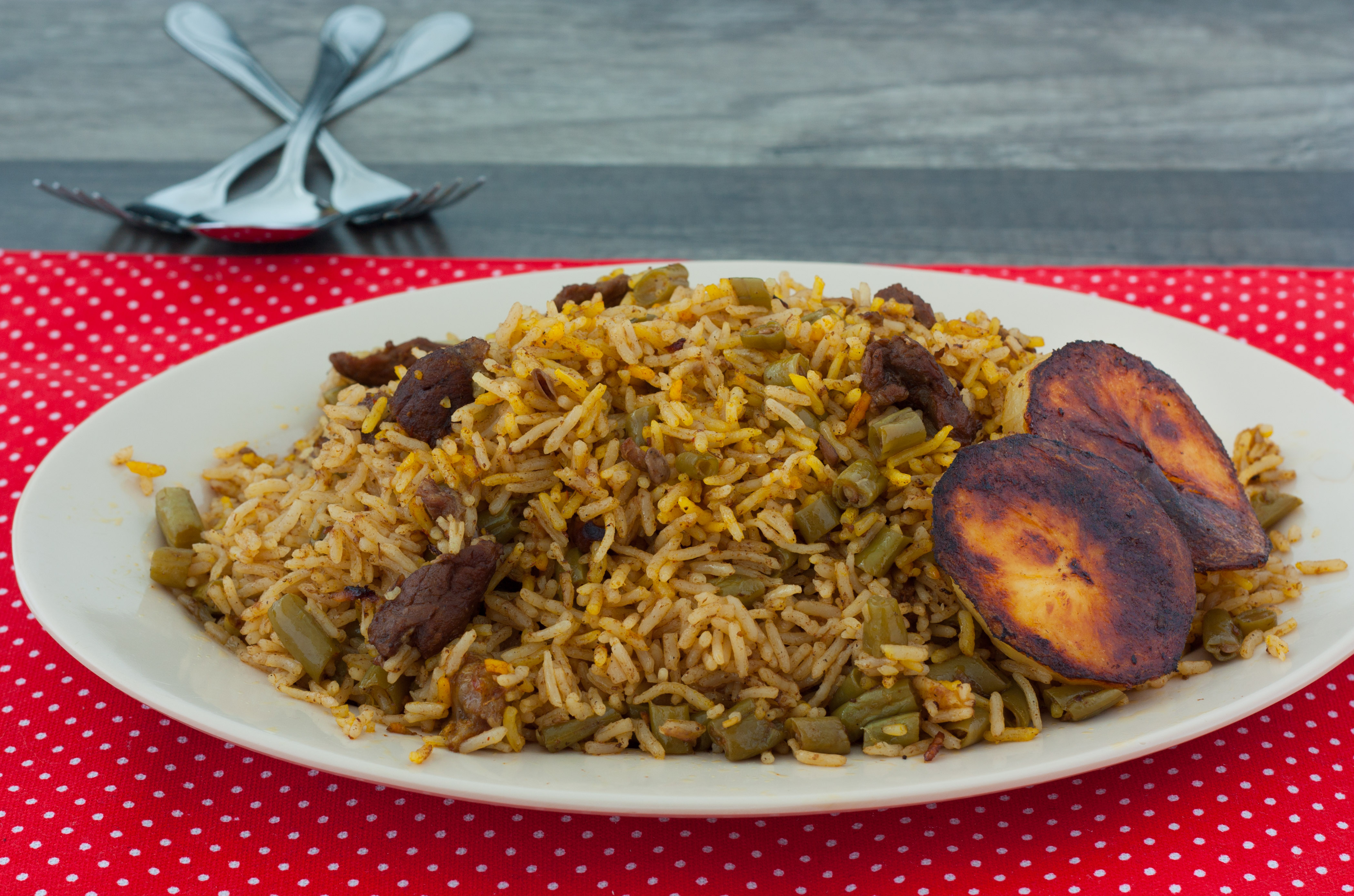
Lubija polou, Iran
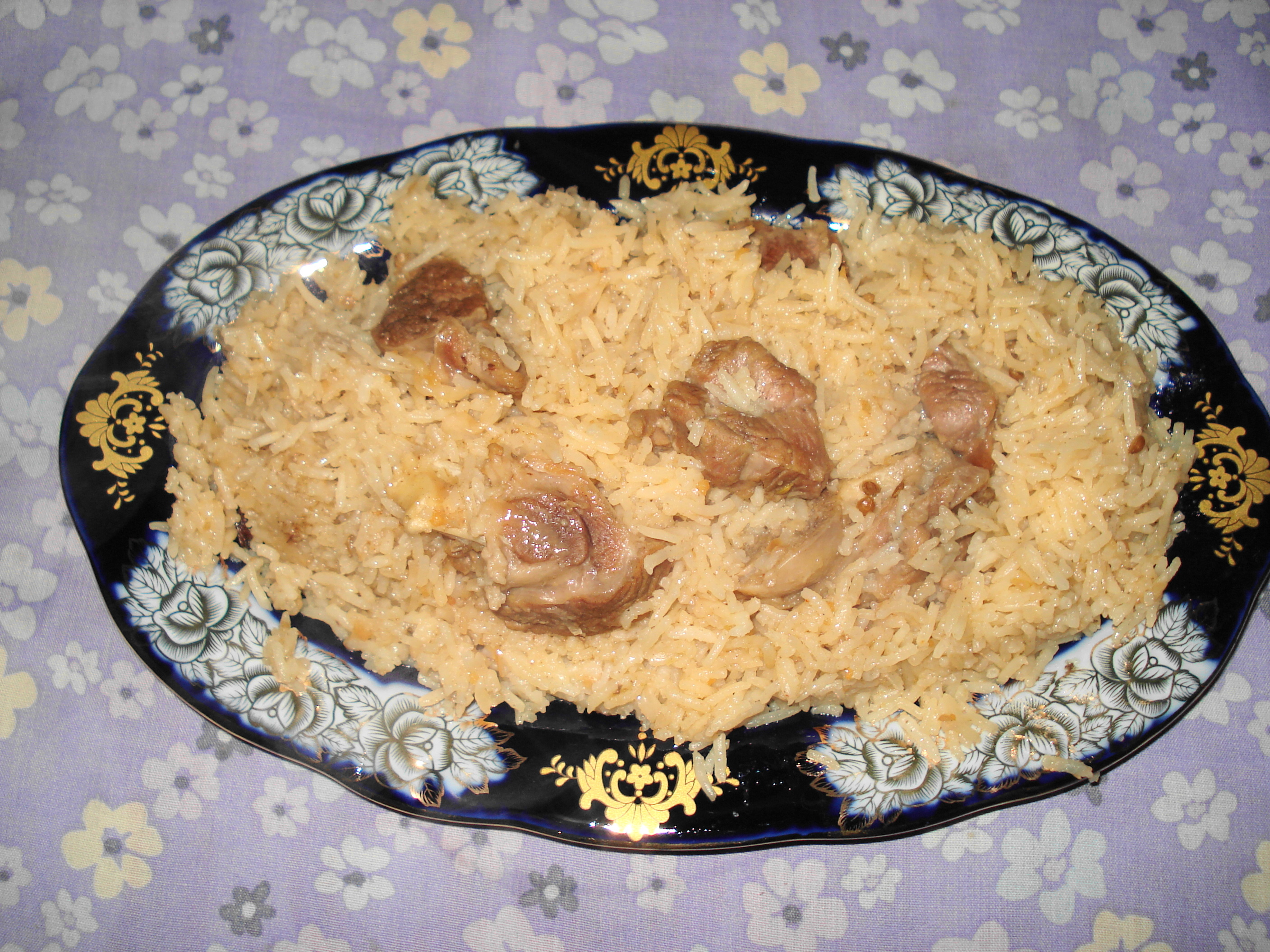
Punjabi pulao, Pakistan
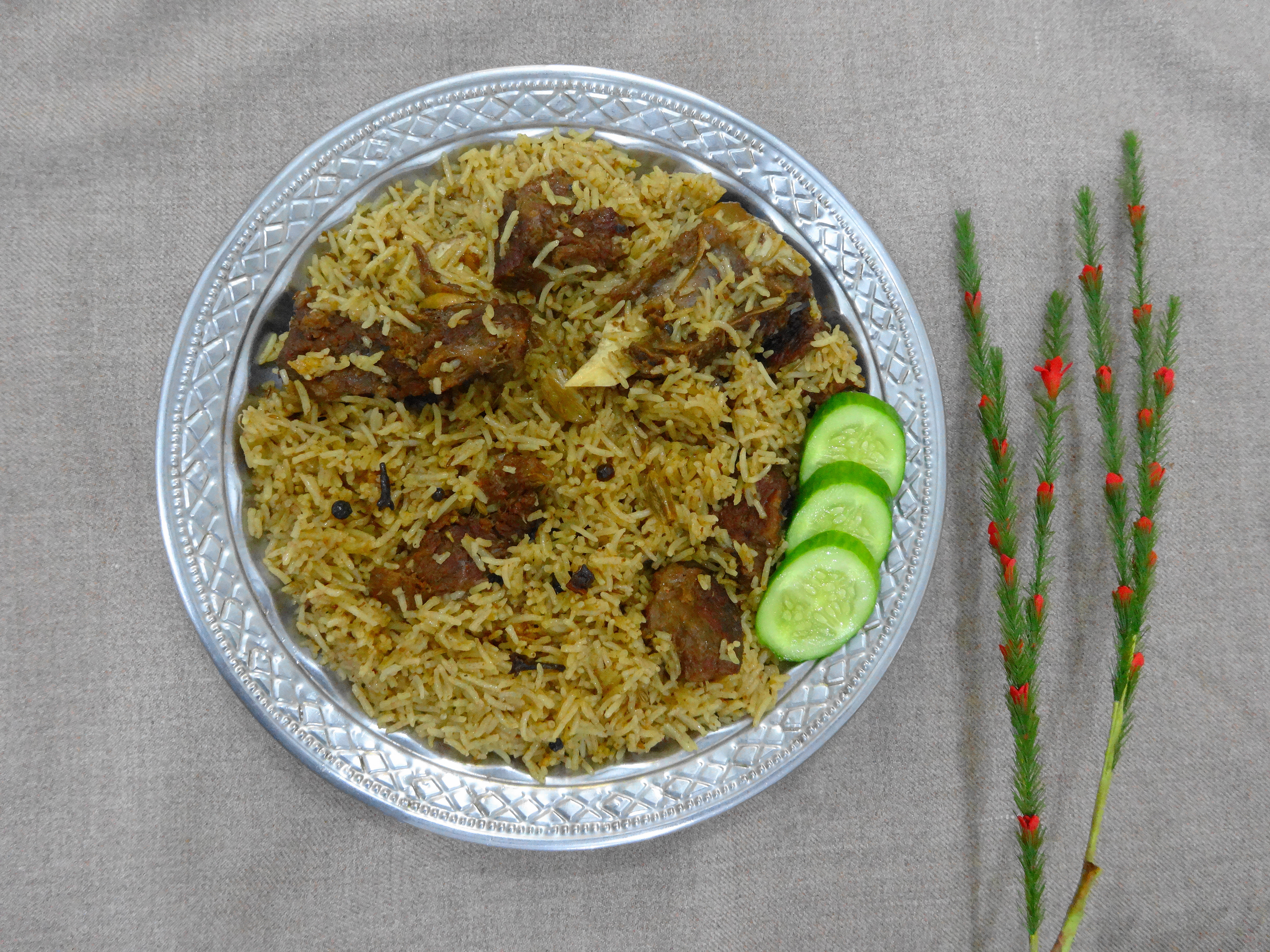
Pulao z mięsem wielbłądzim, Pakistan
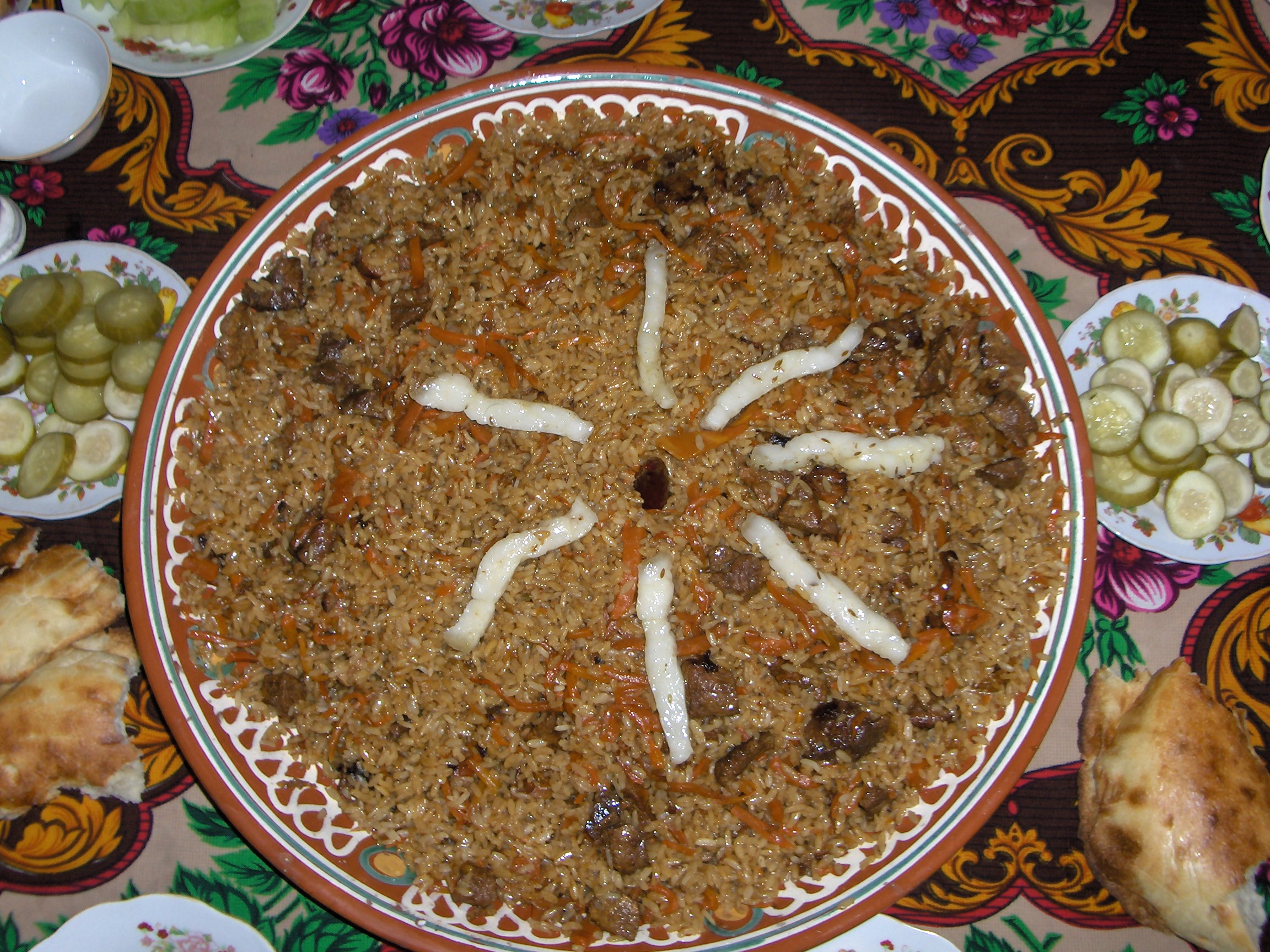
Oszi palow, Tadżykistan
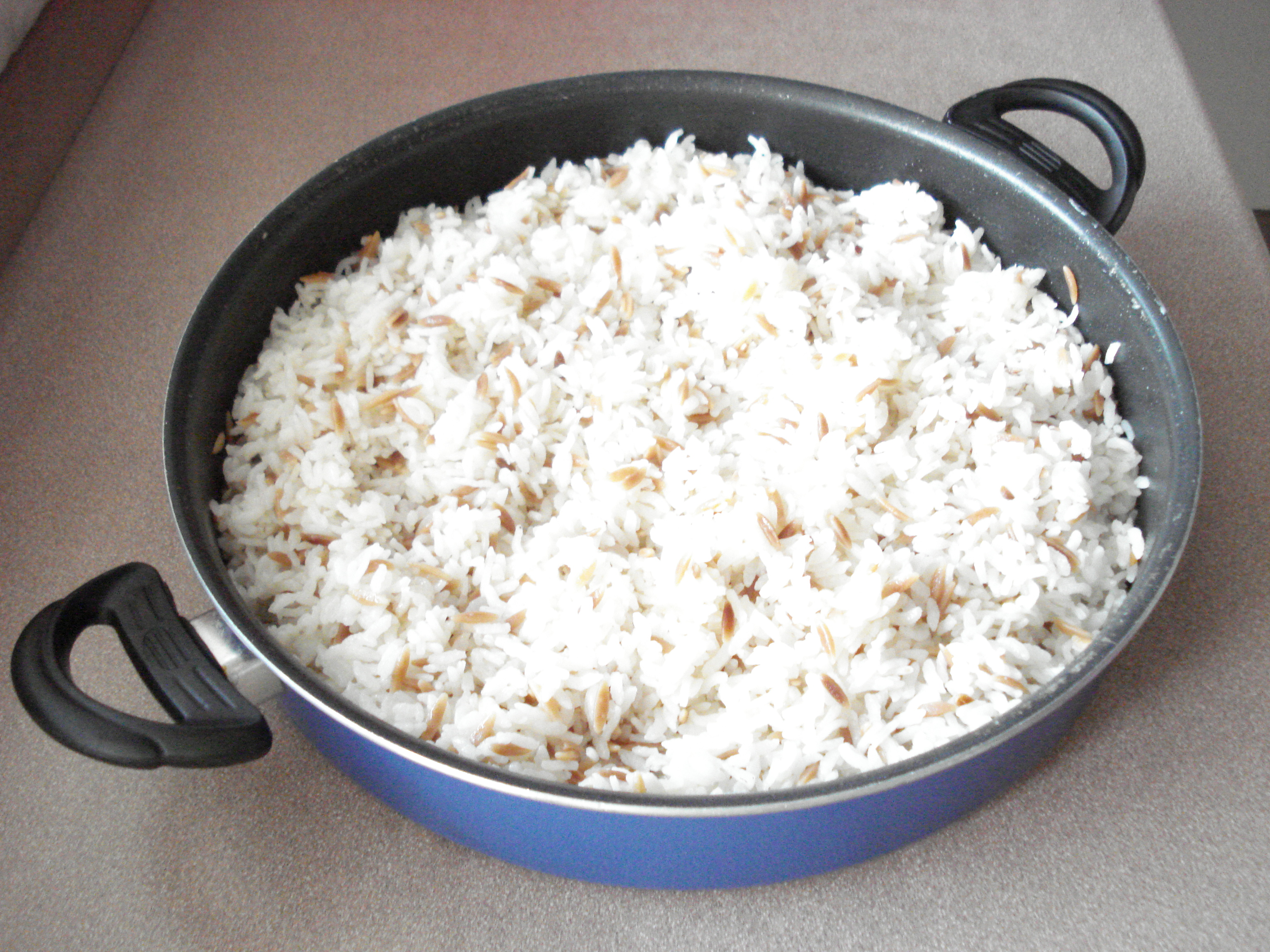
Pilaw turecki
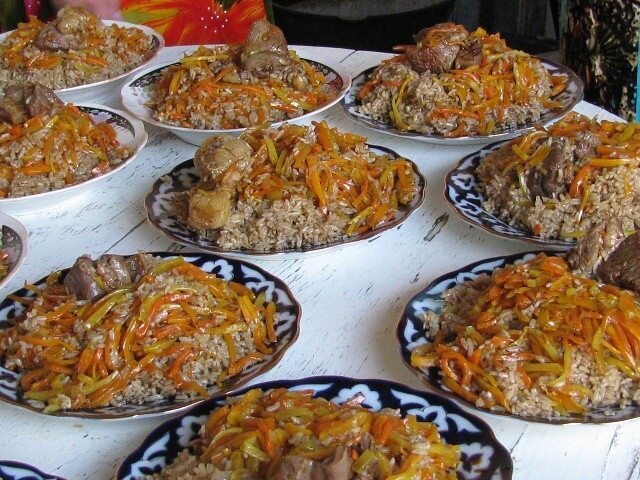
Palov, Uzbekistan